# Primera División de Antigua y Barbuda 2024-25
La ABFA Premier League 2024-25 fue la edición número 51 de la Primera División de Antigua y Barbuda, la competición de fútbol más importante en Antigua y Barbuda en la temporada 2024-2025. El campeón defensor era el All Saint United quien se coronó en la temporada 2023-24.

## Sistema de disputa
El formato para esta edición consistió en que los catorce equipos jugaron la Primera Ronda jugando una vez contra cada rival para hacer un total de 13 jornadas. La Segunda Ronda se jugó con dos grupos de 7 equipos escogidos de toda la tabla donde se jugaron 6 partidos extra y se agregaron a la estadística de la Primera Ronda estos últimos 6 partidos determinaron al campeón y a los descendidos. El campeón tiene la posibilidad para jugar en el CFU Club Shield.

## Intercambio de plazas
Descienden los últimos cuatro equipos situados en la tabla a la Primera Liga de Antigua y Barbuda 2025-26. 
| Pos  | Equipo           |
| ---- | ---------------- |
| 12°' | Swetes FC        |
| 13°  | SAP FC           |
| 14°  | Ottos Rangers FC |
| 15°  | Empire FC        |

| Posición 2024 | Equipo           |
| ------------- | ---------------- |
| 1°            | Five Islands FC  |
| 2°            | Potters Tigers   |
| 3°            | Attacking Saints |

## Sedes
Todos los encuentros de la liga se realizaron en el ABFA Technical Center ubicado en Paynters, Antigua y Barbuda.

## Equipos participantes
| Equipo            | Ciudad               | Estadio               |
| ----------------- | -------------------- | --------------------- |
| All Saints United | All Saints           | ABFA Technical Center |
| Attacking Saints  | All Saints           | ABFA Technical Center |
| Five Islands      | Five Islands Village | ABFA Technical Center |
| Garden Stars      | Liberta Village      | ABFA Technical Center |
| Green City        | Bendals              | ABFA Technical Center |
| Grenades          | Saint John           | ABFA Technical Center |
| Hoppers           | Saint John           | ABFA Technical Center |
| John Hughes       | Swetes               | ABFA Technical Center |
| Old Road          | Old Road             | ABFA Technical Center |
| Parham            | Parham               | ABFA Technical Center |
| Pigotts           | Pigotts              | ABFA Technical Center |
| Potters Tigers    | Potters Village      | ABFA Technical Center |
| Villa Lions       | Saint John           | ABFA Technical Center |
| Willikies         | Willikies            | ABFA Technical Center |

## Tabla General
| Pos. | Equipo            | Pts. | PJ | G  | E | P  | GF | GC | Dif. | Clasificación                                        |
| ---- | ----------------- | ---- | -- | -- | - | -- | -- | -- | ---- | ---------------------------------------------------- |
| 1    | All Saints United | 52   | 19 | 17 | 1 | 1  | 60 | 22 | +38  | Campeón                                              |
| 2    | Grenades          | 45   | 19 | 14 | 3 | 2  | 69 | 17 | +52  |                                                      |
| 3    | Old Road          | 37   | 19 | 12 | 1 | 6  | 49 | 20 | +29  |                                                      |
| 4    | Garden Stars      | 37   | 19 | 11 | 4 | 4  | 36 | 21 | +15  |                                                      |
| 5    | Villa Lions       | 36   | 19 | 11 | 3 | 5  | 51 | 31 | +20  |                                                      |
| 6    | Pigotts           | 34   | 19 | 11 | 1 | 7  | 37 | 20 | +17  |                                                      |
| 7    | John Hugues       | 24   | 19 | 7  | 3 | 9  | 24 | 30 | −6   |                                                      |
| 8    | Potters Tigers    | 24   | 19 | 7  | 3 | 9  | 31 | 45 | −14  |                                                      |
| 9    | Green City        | 23   | 19 | 7  | 2 | 10 | 25 | 33 | −8   |                                                      |
| 10   | Attacking Saints  | 19   | 19 | 5  | 4 | 10 | 28 | 48 | −20  |                                                      |
| 11   | Five Islands      | 17   | 19 | 5  | 2 | 12 | 27 | 55 | −28  | Descenso a Primera Liga de Antigua y Barbuda 2025-26 |
| 12   | Parham            | 13   | 19 | 4  | 1 | 14 | 24 | 52 | −28  | Descenso a Primera Liga de Antigua y Barbuda 2025-26 |
| 13   | Willikies         | 11   | 19 | 3  | 2 | 14 | 17 | 49 | −32  | Descenso a Primera Liga de Antigua y Barbuda 2025-26 |
| 14   | Hoppers           | 11   | 19 | 3  | 2 | 14 | 22 | 57 | −35  | Descenso a Primera Liga de Antigua y Barbuda 2025-26 |

Actualizado a los partidos jugados el 28 de mayo de 2025.
 Fuente: 
| Campeón ABFA Premier League 2024-25 |
| ----------------------------------- |
|                                     |
| All Saints United F.C.              |
| 2.° título                          |

## Goleadores
| Pos | Nombre            | Equipo            | Goles |
| --- | ----------------- | ----------------- | ----- |
| 1   | Raheem Deterville | All Saints United | 19    |
| 2   | Keon Green        | Potters Tigers    | 15    |
| 3   | Joshua Ferdinand  | Old Road          | 14    |
| 4   | D'Andre Bishop    | All Saints United | 13    |
| 5   | Barrington Blake  | Grenades          | 12    |